# Whitechapel

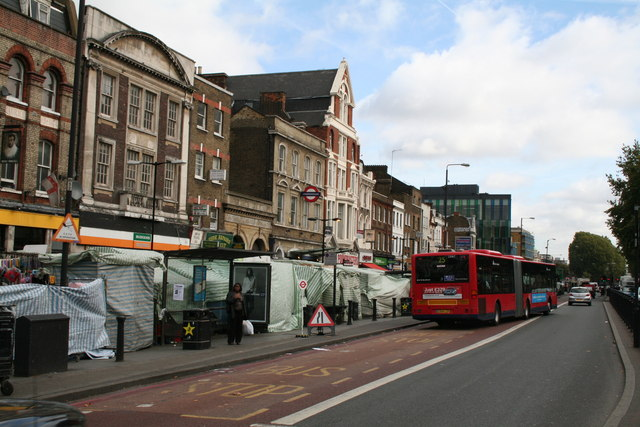
Provoz na Whitechapel Road

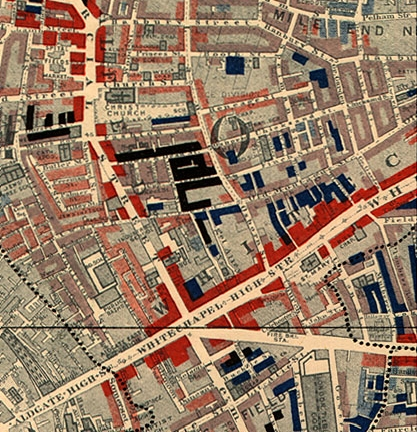
Mapa Whitechapelu v roce 1889, černě jsou vyznačeny oblasti lumpenproletářského osídlení

Whitechapel je londýnská čtvrť, ležící v obvodu Tower Hamlets více než pět kilometrů východně od Charing Cross. Žije v ní okolo patnácti tisíc obyvatel.
Ve čtrnáctém století je doložena existence filiálního kostela zasvěceného Panně Marii a zvaného podle vápenného nátěru zdí „Whitechapel“, tedy Bílá kaple, podle kterého se pojmenovala ulice Whitechapel Road (kostel byl zničen při bombardování za druhé světové války). Podél cesty z Londýna do Colchesteru postupně vznikla osada s manufakturami, hostinci a nevěstinci, která v devatenáctém století proslula jako nejchudší a nejnebezpečnější část metropole, řádil zde sériový vrah známý jako Jack Rozparovač. Jack London popsal zdejší život v knize Lidé z propasti, působil zde sociální pracovník Charles Booth, Whitechapel je zmíněn také v díle Charlese Dickense, Šoloma Alejchema a Oscara Wildea.
Do Whitechapelu se od konce 19. století masově stěhovali Židé z východní Evropy, v lednu 1911 se odehrálo takzvané obléhání Sidney Street, rozsáhlá policejní akce proti skupině ozbrojených anarchistů pocházejících z Lotyšska, kterou řídil Winston Churchill. V říjnu 1936 došlo ke srážkám mezi místními Židy a fašisty vedenými Oswaldem Mosleym, známým jako bitva o Cable Street.
Ve druhé polovině 20. století v oblasti vznikla silná komunita přistěhovalců z Bangladéše, roku 1985 byla otevřena Východolondýnská mešita. Nachází se zde Altab Ali Park, pojmenovaný podle Bangladéšana, který se v roce 1978 stal obětí rasistického útoku. Významnými místními kulturními institucemi jsou Whitechapel Gallery a knihovna Idea Store. Na Whitechapel Road sídlí Královská londýnská nemocnice, v jejím areálu se nachází také lékařské muzeum, kde je vystavena kostra „sloního muže“ Josepha Merricka. Whitechapel Market je vyhlášenou otevřenou tržnicí, kde se dají sehnat asijské kulinářské speciality i levné zboží z druhé ruky.
Whitechapelskými rodáky jsou hudebníci Paul Day, Brendan Perry a Damon Albarn.
V místní zvonařské dílně Whitechapel Bell Foundry byly odlity Big Ben a Liberty Bell.